# Kreis Höxter
Kreis Höxter är ett distrikt i förbundslandet Nordrhein-Westfalen, Tyskland. Största stad är distriktshuvudstaden Höxter med runt 32.000 invånare.
1. ↑  hämtat från: tyskspråkiga Wikipedia.[källa från Wikidata]
2. ↑  läs online, www.landesdatenbank.nrw.de .[källa från Wikidata]
3. ↑  läs online, www.destatis.de .[källa från Wikidata]